# خانه ملک‌التجار
خانه ملک‌التجار یکی از ابنیه ساخته شده قدیمی و معروف دوره قاجاریه با حدود ۱۲۰ سال قدمت در شهر یزد بوده و در یکی از محله‌های قدیمی شهر یزد به نام فهادان و در بازار پنجه علی واقع گردیده است.

## تاسیس
مؤسس این بنا ملک التجار یزد حاج علی عسگر شیرازی (متوفی به سال ۱۳۳۳ هجری شمسی) بوده‌است. وی لقب ملک‌التجار را از سوی ناصر الدین شاه به دلیل عملکرد مثبتش در حوزه تجارت دریافت کرده بود. این خانه تا چهار نسل بعد از او در اختیار خانواده اش بود و در آنجا زندگی می‌کرده‌اند.

## معماری
ملک التجار این خانه را در سه قسمت طراحی کرد به گونه ای که یک قسمت برای مهمان‌ها با اتاق‌های سه دری و پنج دری، یک قسمت را برای اعضای خانواده خویش و قسمت دیگر را برای خدمه این بنا در نظر گرفته شده‌است. قسمت‌های مختلف خانه شامل: ورودی زیبا، هشتی شش ضلعی، قسمت زمستانه، تابستانه، بهارخواب، شاه نشین، ستون‌های چوبی شگفت‌انگیز، حیاط جالب، بادگیر زیبا، حوض بزرگ، راهروهای زیرزمینی، اتاق آیینه و … می‌باشد که بر زیبایی این بنا افزوده است.
نقاشی‌های این بنا به اسلوب عمارت نارنجستان شیراز و توسط یک نقاش شیرازی صورت گرفته بوده‌است.
این خانه دارای سه اتاق معروف است که اتاق منصوب به آدم و حوا در قسمت جنوب خانه ملک التجار واقع شده و به دلیل نقش بستن طرح فرش بر سقف آن دیده‌ها را به سوی خود جذب می‌کند؛ این طراحی از آن رو بوده‌است که حاجی علی عسکر شیرازی به دلیل علاقهٔ فراوانی که به فرش ایرانی داشتند از یکی از نقاشان شیرازی تقاضا کردند تا در سقف اتاق این خانه نقش فرش ایرانی را پیاده کند و وی به بهترین شکل ممکن با به کارگیری انواع رنگ‌های گیاهی، نقش فرشی زیبا را بر سقف انداخت که بعد از ۱۲۰ سال هنوز هم چشم آدمی متحیر از این هنر زیبا می‌شود. درب این اتاق نیز چوبی و ارسی با شیشه‌های رنگین است. در قسمت شرقی خانه اتاق دیگری است با نام اتاق آیینه که در تمامی سطوح دیوارها و سقف این اتاق از گچ و آیینه استفاده شده‌است. ارسی این اتاق که از همان ابتدای ساخت خانه در اینجا نصب شده بوده زیبایی این اتاق را دوچندان می‌کند. یکی دیگر از اتاق‌های زیبای این خانه به نام یوسف و زلیخاست که استفاده از آب طلا در نقاشی این اتاق آن را متمایز ساخته است. در قسمت زیرزمین خانه ملک التجار قناتی نیز در جریان بوده اما این قنات هم متأسفانه مانند بسیاری از قنات‌های استان یزد خشک شده‌است اما برای ملموس بودن این سازه خاص مردمان کویر، به‌طور مصنوعی در قنات، آب در جریان است.

## نگارخانه

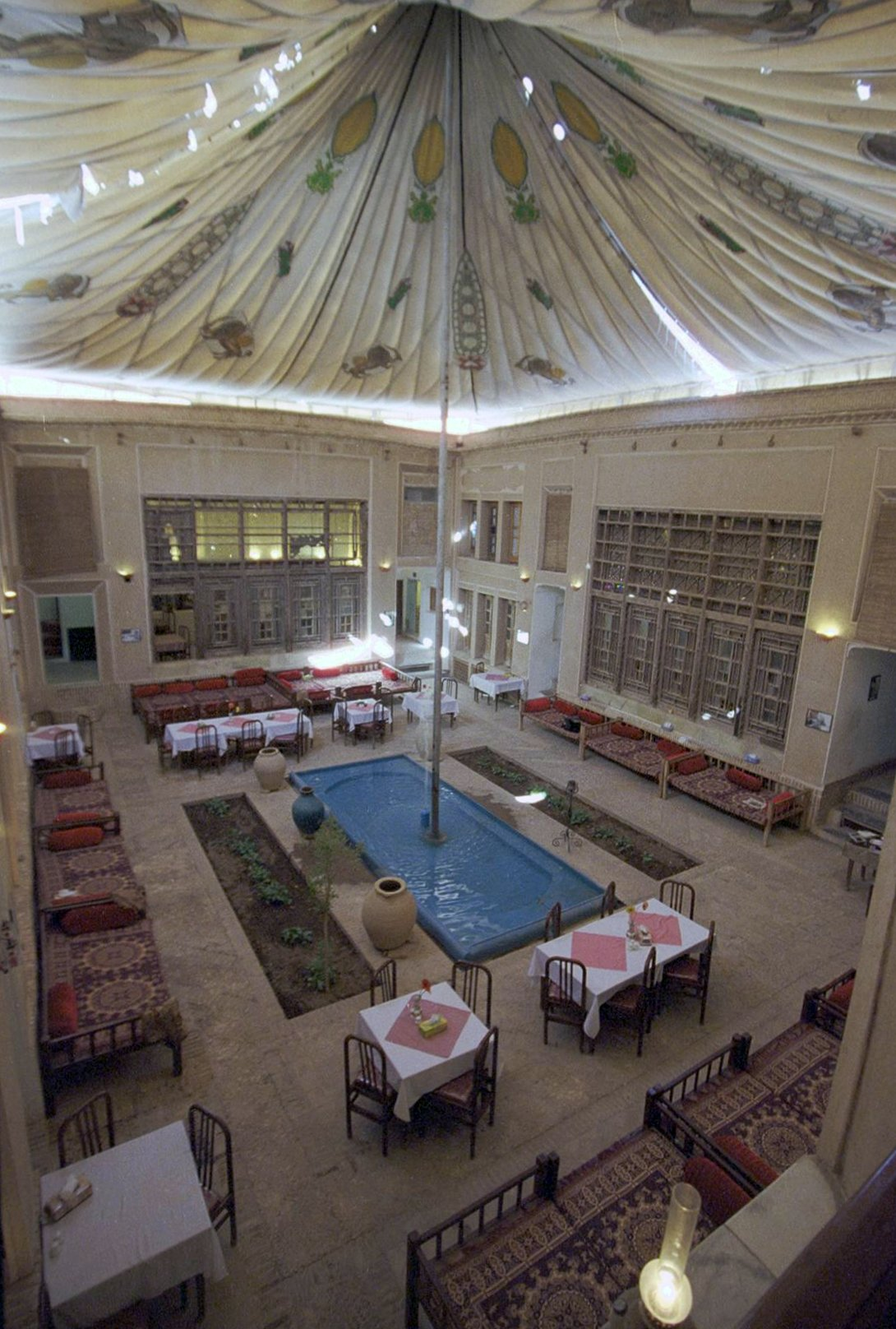
هتل ملک‌التجار، یزد
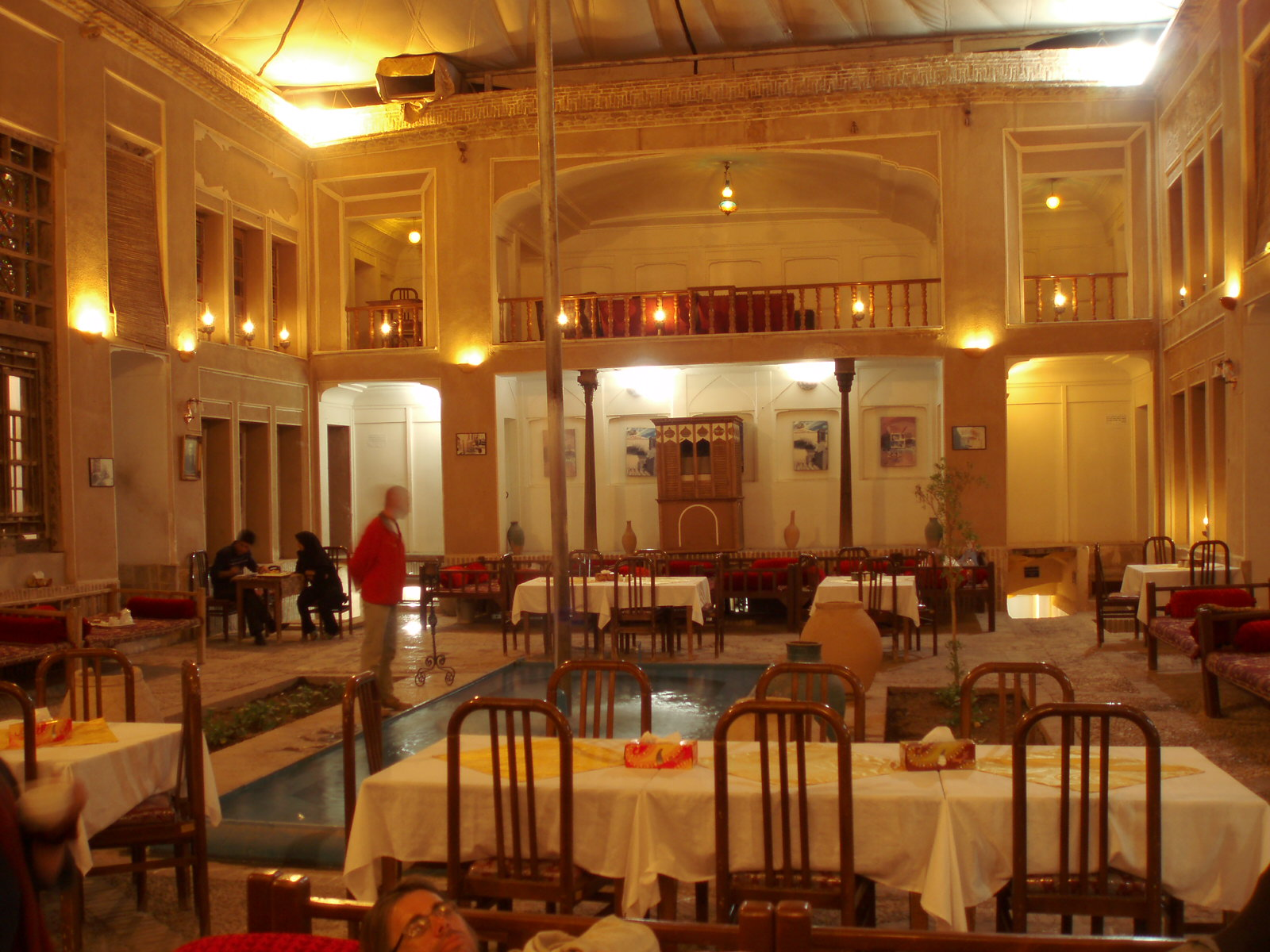
هتل ملک‌التجار، یزد
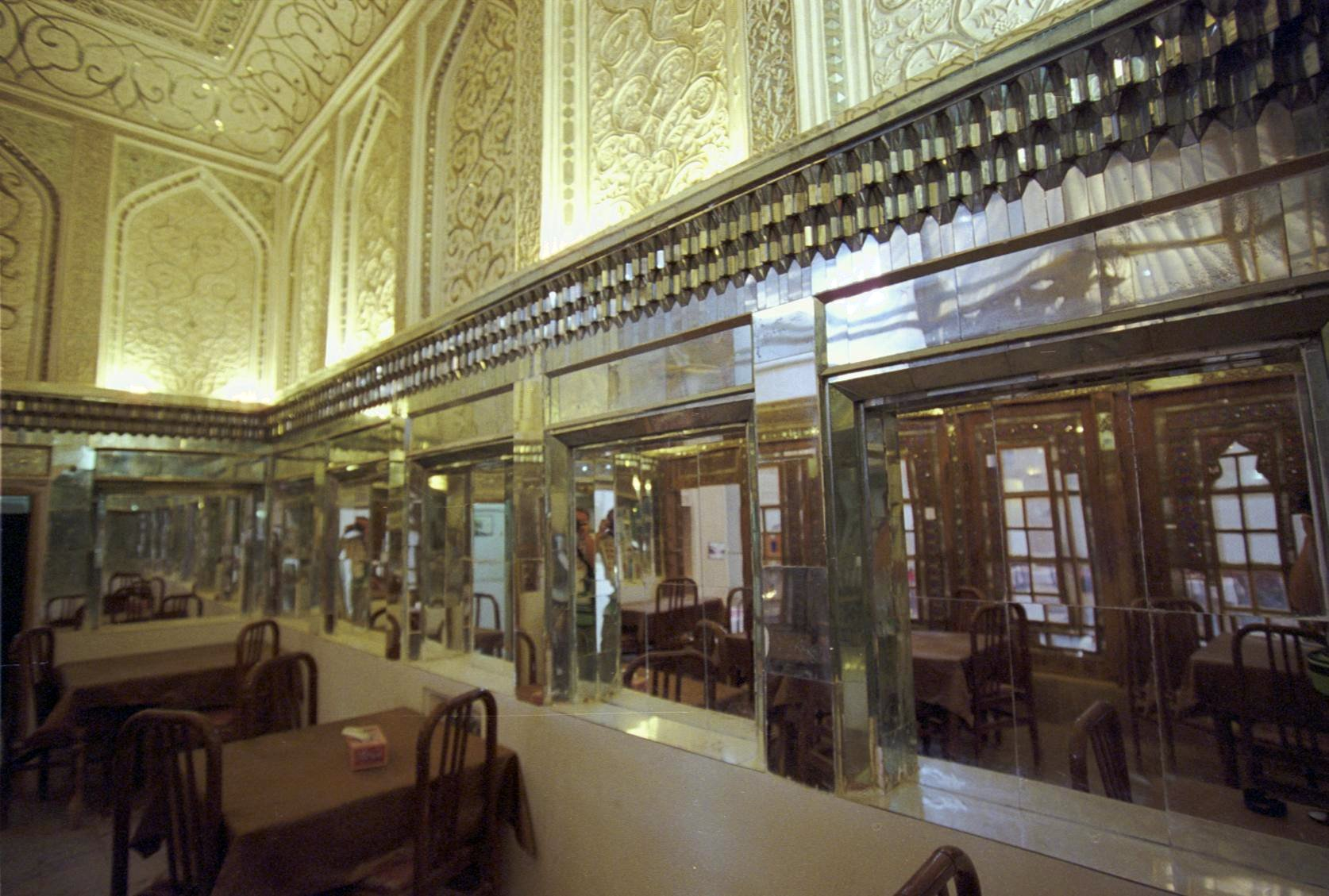
هتل ملک‌التجار، یزد
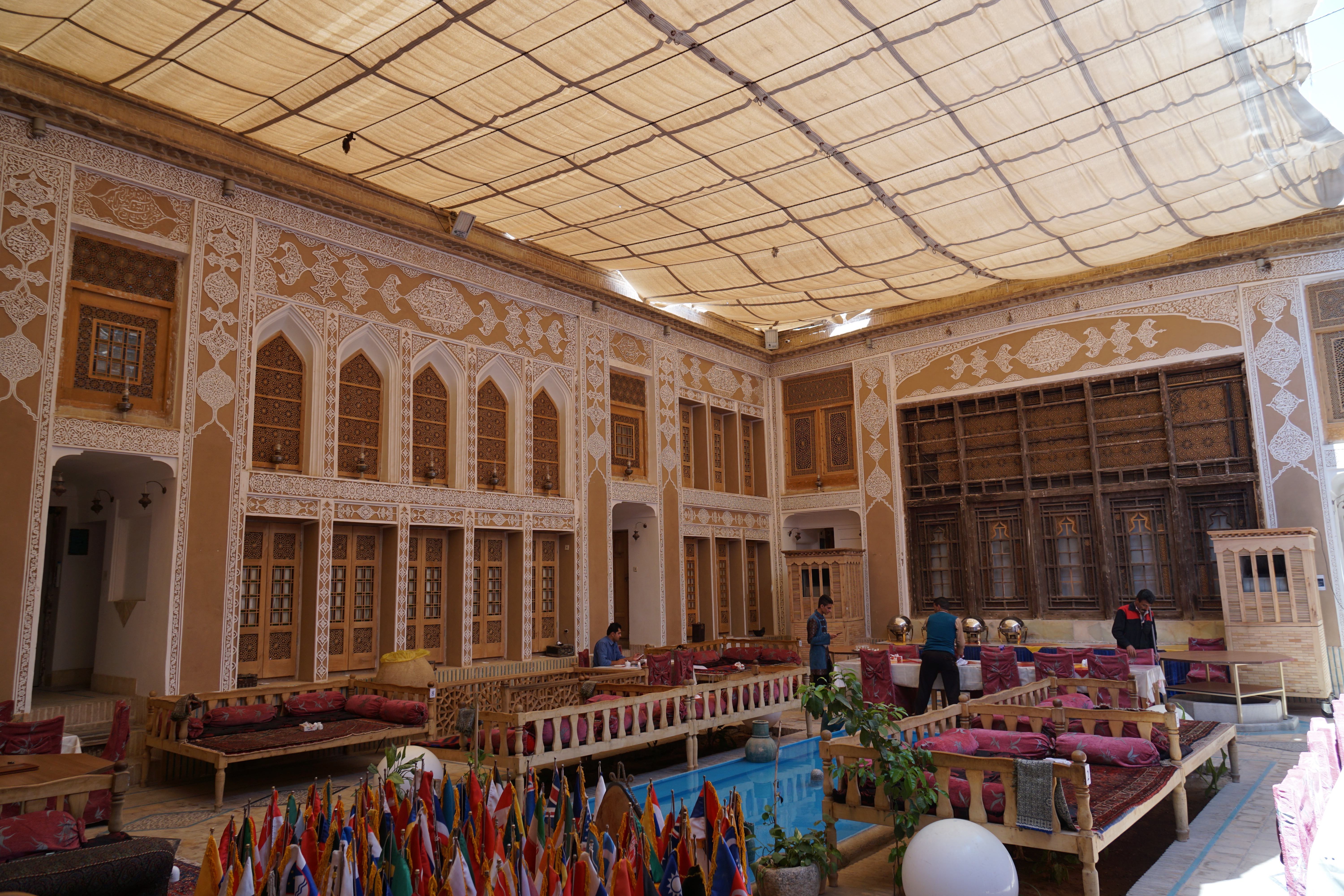
هتل ملک‌التجار، یزد